# Костянтинівка (Краснокутська селищна громада)
Костянтинівка — село в Україні, у Краснокутській селищній громаді Богодухівського району Харківської області. Статус селища міського типу — з 1975 року. Статус села з 2021 року.

## Географічне розташування
Селище міського типу Костянтинівка знаходиться на річці Грузька (притока річки Мерла), вище за течією на відстані 1 км розташоване селище Кам'яно-Хутірське, нижче за течією примикає село Слобідка. На річці кілька великих загат. Через селище проходить автомобільна дорога Т 2106.

## Назва
Згідно з «Історією міст і сіл України», виданою в 1967 р. назва Костянтинівка з'явилась в 1780 році. Саме тоді в майбутнього царя Павла І народився син Костянтин і на честь престолонаступника в тодішній Російській імперії було перейменовано багато населених пунктів. Слобода Верхня Грузька отримала тоді назву Костянтинівка.
В ім'я його честі за вказівкою брата Олександра І в 1810 році в селі була збудована велика церква за новою школою перед великим шкільним стадіоном.

## Історія
Селище засноване як хутір Грузьке на початку 18 століття.
Перша дерев'яна церква була побудована в 1730 році. Історичні документи свідчать і про те, що в Краснокутське комісарство входила Костянтинівка за кількістю 12 дворів, і що Костянтинівка розташована «…между долинами грузкими…». Жителів, що проживали в селі називали по-різному. Наприклад, українців - військових називали(черкасами), кріпаків просто селяни. В селі проживало в 1773 році 683 жителя. З них 666 українців(черкас), 12 військових, 5 духовних. Переважну більшість переселенців складали українці(черкаси), які прийшли із-за Дніпра в середині 17 століття та на початку 18 ст., коли йшло переселення людей, які тікали з-під жорстокого нелюдського гніту польських феодалів.
За даними на 1864 рік у власницькому селі Богодухівського повіту Харківської губернії мешкало 1098 осіб (496 чоловіків та 602 жінки), налічувалось 166 дворових господарств, існували православна церква, винокурний, селітряний і цегельний заводи.
У 1882 році маєток, землі поміщиці Веселовської, що в селі Костянтинівка перейшли до капіталіста Берга. На придбаних землях Берг створив Кам'яно-Хутірську, Ковалівську та В'язівську економії, які пізніше об'єдналися у велику Костянтинівську економію.
У 1884 році тут було збудовано цукровий завод. В перші роки за добу тут перероблялося до 36250 пудів буряку.
З 1882 року в економії працював млин, який давав продукцію на 14 тисяч рублів.
Станом на 1885 рік у колишньому власницькому селі, центрі Краснокутської волості, мешкало 1203 особи, налічувалось 235 дворових господарств, існували православна церква, школа, лікарня, поштова станція, відбувався щорічний ярмарок. За версту — паровий млин. За версту — винокурний завод.
За переписом 1897 року кількість мешканців зросла до 1745 осіб (832 чоловічої статі та 913 — жіночої), з яких 1734 — православної віри.
Під час громадянської війни на околицях Костянтинівки діяв партизанський загін. Його очолював голова волревкому Ф. Божко. Загін складався з робітників цукрозаводу та економії. Саме в цей час у Костянтинівку вступив Ананьївський червоний полк, сформований із партизанських загонів на Одещині. Полк відступав з півдня під натиском денікінців і заміняв оборону на північно-західній околиці селища. Тут і стався нерівний бій. Майже весь полк було знищено. Пізніше на честь Ананьївського полку було названо цукрозавод і радгосп (Ананьївка) у Костянтинівці. Так розповідав учитель-краєзнавець з села Костянтинівки М. А. Кулачок.
Під час організованого радянською владою Голодомору 1932—1933 років померло щонайменше 223 жителі селища.
12 червня 2020 року, розпорядженням Кабінету Міністрів України № 725-р «Про визначення адміністративних центрів та затвердження територій територіальних громад Харківської області», увійшло до складу Краснокутської селищної громади.
19 липня 2020 року, в результаті адміністративно-територіальної реформи та ліквідації Краснокутського району, увійшло до складу Богодухівського району.

## Персоналії
- Гащенко Павло Петрович (? - 1933) —  визначний кобзар і лірник «харківської школи».
- Щербань Євген Олександрович (1946—1996) — український бізнесмен, політик, член Виконкому Ліберальної партії України, народний депутат України 2-го скликання.
- Султанський Павло Олександрович — український дипломат[8].